# Conflito indo-paquistanês de 2019

Mapa da região da Caxemira.

O conflito indo-paquistanês de 2019 foi um conflito militar de pequena intensidade que ocorreu na região disputada da Caxemira e em suas províncias vizinhas. O impasse teve suas raízes em um ataque que aconteceu em 14 de fevereiro de 2019, quando 40 membros da Força Policial da Reserva Central Indiana foram mortos em um atentado suicida perpetrado por um militante de Jammu e Caxemira. O grupo militante paquistanês Jaish-e-Mohammed reivindicou a responsabilidade pelo ataque. O governo do Paquistão condenou o ataque e negou qualquer envolvimento.
Em resposta, a Força Aérea Indiana realizou ataques aéreos em 26 de fevereiro sobre a Linha de Controle na Caxemira, os primeiros ataques desse tipo desde a Guerra Indo-Paquistanesa de 1971. O governo indiano declarou que havia alvejado um campo de treinamento terrorista e reivindicado que os ataques mataram vários militantes. As reivindicações foram contestadas pelos residentes locais da área alvo e pelos militares paquistaneses, que afirmaram que não houve vítimas ou danos à infraestrutura.
Nos dias 26 e 27 de fevereiro, a Índia e o Paquistão trocaram tiros através da Linha de Controle. Dez soldados indianos foram feridos nas escaramuças. Quatro civis paquistaneses foram mortos.
Em 27 de fevereiro, o Paquistão realizou ataques aéreos na Caxemira administrada pela Índia, que não causaram nenhuma casualidade ou dano. O Paquistão afirmou que dois caças indianos foram abatidos sobre o espaço aéreo paquistanês e dois pilotos capturados. A Índia disse que apenas um MiG-21 foi perdido e exigiu a liberação do piloto. A Índia alegou ter abatido um F-16 paquistanês, mas o Paquistão negou isto. Mais tarde, o Paquistão esclareceu que apenas um piloto indiano, Abhinandan Varthaman, foi capturado e posteriormente libertado em 1º de março.